# La pubblica ottusità
«La pubblica ottusità» (укр. «Загальна тупість») — студійний альбом італійського співака та кіноактора Адріано Челентано, випущений 1987 року під лейблом «Clan Celentano».

## Складова
Платівка містила сім раніше не опублікованих треків, а також пісню «La luce del sole» з фільму «Джоан Луй» 1985 року, який зняв Челентано. Тематика деяких пісень зачіпала політичні питання, а музика представлена стилем синті-поп. Для запису пісні «La luce del sole» був залучений дитячий хор початкової школи «Maria Consolatrice» з Мілані і середньої школи «Leonardo da Vinci» з Сесто-Сан-Джованні. У пісні «L'ultimo gigante» використаний фрагмент всесвітньо відомого хіта Білла Гейлі «Rock Around the Clock» 1952 року. У виданнях альбому до 1991 року фрагмент цієї композиції вказувався як окремий трек. Написання пісні «È ancora sabato» було натхненне рифом Біллі Джоела «An Innocent Man».
Це останній альбом Челентано, аранжування до якого створив Пінуччіо Піраццолі. У одному фрагменті приспіву пісні «Fresco» вокал виконала дружина Челентано — Клаудія Морі. Перші випуски альбому включали дві альтернативні версії пісень «La public ottusità» та «La luce del sole» з різними інструментами та міксами.

## Комерційний успіх
Альбом мав великий успіх, він отримав п'ятикратну платинову сертифікацію, його продажі склали понад 1 мільйон платівок, й очолив італійський чарт 1987 року.

## Просування
Публікація «La pubblica ottusità» збіглася з дебютом телевізійної програми «Fantastico» 8-го сезону (1987—1988), ведучим якої був Челентано. Телепередача послужила презентацією альбому й у деякій мірі сприяла його великому комерційному успіху. Співак виконував пісні альбому у різних випусках «Fantastico», зокрема «L'ultimo gigante» («Останній гігант») зазвичай відкривала передачу, а «È ancora sabato» («І знову в суботу») завершувала її. Пісня альбому «Dolce Rompi» («Солодка перерва») виконувалася на «Fantastico» у рекламі, присвяченій спонсору передачі — відомому бренду кави «Splendid». Відеокліпів до пісень альбому не було знято.

## Трек-лист
LP
Сторона «А»
| #  | Назва                                     | Автор                                                  | Тривалість |
| -- | ----------------------------------------- | ------------------------------------------------------ | ---------- |
| 1. | «La pubblica ottusità» (Загальна тупість) | Адріано Челентано, Роберто Соффічі                     | 5:43       |
| 2. | «Dolce rompi» (Мила зануда)               | Джанкарло Бігацці, Джузеппе Альбіні, Оскар Пруденте    | 3:57       |
| 3. | «È ancora sabato» (Ще субота)             | Джорджо Калабрезе, Пінуччіо Піраццолі, Рональд Джексон | 4:23       |
| 4. | «Fresco» (Свіжість)                       | Джино Сантерколе, Мікі Дель Прете                      | 3:16       |

Сторона «Б»
| #     | Назва                                   | Автор                                 | Тривалість |
| ----- | --------------------------------------- | ------------------------------------- | ---------- |
| 5.    | «L'ultimo gigante» (Останній гігант)    | Серджо Барбагалло, Адріано Челентано  | 3:57       |
| 6.    | «C'è qualcosa che non va» (Щось не так) | дріано Челентано                      | 4:59       |
| 7.    | «Mi attrai» (Мене тяне до тебе)         | Джанкарло Бігацці, Джузеппе Альбіні   | 3:31       |
| 8.    | «La luce del sole» (Сонячне світло)     | Адріано Челентано, Пінуччіо Піраццолі | 6:08       |
| 35:12 |                                         |                                       |            |

## Учасники запису
- Адріано Челентано — вокал;
- Пінуччіо Піраццолі — аранжування;
- Паоло Карта — гітара;
- П'єр Мікелатті — бас-гітара;
- Паоло Стеффан — бас-гітара;
- Леле Мелотті — ударні;
- Джанні Мадоніні — клавішні;
- Гаетано Леандро — фортепіано;
- Мауріціо Преті — перкусія;
- Анжело Деліджо — фотограф;
- Мікі Дель Прете — продюсер;
- Ніно Лоріо — звукозапис.

## Видання альбому
Спочатку альбом вийшов на CD, касетах і LP у 33 оберти в Італії та Німеччині. Також альбом видавався в Греції і Чехословаччині. З 1995 року виходило ремастоване перевидання на CD.
| Назва                                        | Лейбл                                     | Маркування                 | Країна         | Рік      |
| -------------------------------------------- | ----------------------------------------- | -------------------------- | -------------- | -------- |
| La Pubblica Ottusità (LP, Album)             | Clan Celentano                            | CLN 20699                  | Італія         | 1987     |
| La Pubblica Ottusita (Cass, Album, Chr)      | TELDEC Schallplatten GmbH                 | 4.26707 CR                 | Німеччина      | 1987     |
| La Pubblica Ottusita (Cass, Album)           | Clan Celentano                            | 30 CLN 20699               | Італія         | 1987     |
| La Pubblica Ottusità (CD, Album)             | TELDEC, Clan Celentano                    | 8.26707                    | Німеччина      | 1987     |
| La Pubblica Ottusità (CD, Album, RE)         | Clan Celentano                            | CDS 6073                   | Італія         | 1987     |
| La Pubblica Ottusità (LP, Album)             | TELDEC                                    | 6.26707 AP                 | Німеччина      | 1987     |
| La Pubblica Ottusità (LP, Album)             | Clan Celentano                            | 2292 44264-1               | Італія         | 1987     |
| La Pubblica Ottusità (LP, Album)             | Clan Celentano                            | CGD 61014                  | Греція         | 1987     |
| La Pubblica Ottusità (LP, Album)             | Opus                                      | 9313 2151                  | Чехословаччина | 1989     |
| La Pubblica Ottusità (CD, Album)             | Clan Celentano                            | 2292 44264-2               | Італія         | 1991     |
| La Pubblica Ottusità (CD, Album)             | Clan Celentano                            | 74321 31426 2              | Італія         | 1995     |
| La Pubblica Ottusità (CD, Album, RE)         | Clan Celentano, Clan Celentano            | CLCD 314262, 74321-31426-2 | Європа         | 1995     |
| La Pubblica Ottusità (CD, Album, RE)         | Clan Celentano                            | SP 61012                   | Італія         | 1996     |
| La Pubblica Ottusità (CD, Album)             | Clan Celentano                            | CLN 20342                  | Італія         | 2002     |
| La Pubblica Ottusità (CD, Album, RE)         | Clan Celentano                            | CLN 2086-CCC               | Італія         | 2010     |
| La Pubblica Ottusità (CD, Album, RE)         | Clan Celentano, Arnoldo Mondadori Editore | CLN 2086-CCC               | Італія         | 2011     |
| La Pubblica Ottusità (CD, Album, RE)         | Universal                                 | 3259130004649              | Європа         | 2012     |
| La Pubblica Ottusità (CD, Album, RE, RM)     | Universal Music Russia                    | 4605026711419              | Росія          | 2013     |
| La Pubblica Ottusita (Cass, Album)           | Clan Celentano                            | 497163 4                   | Україна        | невідомо |
| La Pubblica Ottusità (CD, Album, Unofficial) | Clan Celentano (2)                        | CLN 20342                  | Росія          | невідомо |

## Сингли з альбому
Шість пісень з альбому виходили як сингли на LP у 45 обертів. В Італії видавалися пісні «L'Ultimo Gigante», «E' Ancora Sabato», «Fresco», «Dolce Rompi», «Mi Attrai» і «La Luce Del Sole». В Німеччині виходила платівка з піснями «E'Ancora Sabato» і «Mi Attrai». У Франції випускалася пісня «Dolce Rompi».
| Назва                                        | Лейбл          | Маркування          | Країна    | Рік  |
| -------------------------------------------- | -------------- | ------------------- | --------- | ---- |
| L'Ultimo Gigante/E' Ancora Sabato (12", Pic) | Clan Celentano | CLN 16015           | Італія    | 1987 |
| L'Ultimo Gigante (7", Jukebox)               | Clan Celentano | YD 727              | Італія    | 1987 |
| Fresco/Dolce Rompi (7", 45 RPM)              | Clan Celentano | YD 733              | Італія    | 1987 |
| E'Ancora Sabato/Mi Attrai (7", 45 RPM)       | Teldec, Teldec | 6.15008, 6.15008 AC | Німеччина | 1987 |
| 24.000 Baci/Dolce Rompi (7", 45 RPM)         | WEA            | 247 068-7           | Франція   | 1987 |
| Mi Attrai/La Luce Del Sole (7", 45 RPM)      | Clan Celentano | CLN 10786           | Італія    | 1987 |

## Використання
Заголовна пісня альбому «La pubblica ottusità» окрім виконання Челентано на телешоу «Fantastico» (1987), виконувалася наживо на телепередачі «Adrian Live — Questa è la storia...» 7 листопада 2019 року.